# Aeroportul Carauari
Aeroportul Carauari (IATA: CAF, ICAO: SWCA) este un aeroport din Carauari, Amazonas, Brazilia ce deservește zona Carauari. Aeroportul a fost tranzitat în 2022 de 19.397 de pasageri. A fost numit după zona deservită.
Situat la o altitudine de 108 m, aeroportul dispune de 1 pistă.

## Infrastructură

### Piste
Aeroportul dispune de o singură pistă. Pista 4/22 are suprafața de asfalt și dimensiunile 1.665 m × 18 m. 